# WTA Finals
WTA Finals – tenisowy turniej kobiet rozgrywany corocznie na zakończenie sezonu. Awans do niego uzyskuje 8 czołowych tenisistek i par deblowych w danym roku. Turniej jest piątym co do prestiżu wydarzeniem w ciągu roku, zaraz po turniejach Wielkiego Szlema: Australian Open, French Open, Wimbledonie, US Open. Jest też uważany za nieoficjalne mistrzostwa świata.
Kobiecy turniej Masters odbył się pierwszy raz w 1972 roku w Boca Raton na Florydzie. Do 1986 był rozgrywany w marcu. Miejsce jego rozgrywania przenoszono do Nowego Jorku, Monachium i Los Angeles. Od 2006 roku do 2007 gospodarzem turnieju był Madryt, w latach 2008–2010 mistrzostwa gościły w Dosze, od 2011 do 2013 roku gospodarzem był Stambuł, a od 2014 roku do 2018 roku gospodarzem mistrzostw był Singapur. W 2019 roku turniej rozgrywany był w Shenzhen, w 2021 w Guadalajarze, rok później turniej odbył się w Fort Worth, zaś w 2023 turniej powrócił do Meksyku, do Cancún.
W latach 1984–1998 do zwycięstwa w meczu trzeba było wygrać 3 sety. Był to jedyny przypadek turnieju pań z typowo męskimi zasadami.

## Historia nazw turnieju
| Rok  | Rok  | Nazwa                        |
| 1972 | 1978 | Virginia Slims Championships |
| 1979 | 1982 | Avon Championships           |
| 1983 | 1994 | Virginia Slims Championships |
| 1995 | 1995 | WTA Tour Championships       |
| 1996 | 2000 | Chase Championships          |
| 2001 | 2001 | Sanex Championships          |
| 2002 | 2002 | Home Depot Championships     |
| 2003 | 2004 | WTA Tour Championships       |
| 2005 | 2010 | Sony Ericsson Championships  |
| 2011 | 2013 | WTA Tour Championships       |
| 2014 |      | WTA Finals                   |

## Mecze finałowe

### Gra pojedyncza
| Rok      | Miejsce                                      | Mistrzyni                                    | Wicemistrzyni                                | Wynik                                        |
| 2024     | Rijad                                        | Coco Gauff                                   | Zheng Qinwen                                 | 3:6, 6:4, 7:6(2)                             |
| 2023     | Cancún                                       | Iga Świątek                                  | Jessica Pegula                               | 6:1, 6:0                                     |
| 2022     | Fort Worth                                   | Caroline Garcia                              | Aryna Sabalenka                              | 7:6(4), 6:4                                  |
| 2021     | Guadalajara                                  | Garbiñe Muguruza                             | Anett Kontaveit                              | 6:3, 7:5                                     |
| 2020     | Turniej anulowano z powodu pandemii COVID-19 | Turniej anulowano z powodu pandemii COVID-19 | Turniej anulowano z powodu pandemii COVID-19 | Turniej anulowano z powodu pandemii COVID-19 |
| 2019     | Shenzhen                                     | Ashleigh Barty                               | Elina Switolina                              | 6:4, 6:3                                     |
| 2018     | Singapur                                     | Elina Switolina                              | Sloane Stephens                              | 3:6, 6:2, 6:2                                |
| 2017     | Singapur                                     | Caroline Wozniacki                           | Venus Williams                               | 6:4, 6:4                                     |
| 2016     | Singapur                                     | Dominika Cibulková                           | Angelique Kerber                             | 6:3, 6:4                                     |
| 2015     | Singapur                                     | Agnieszka Radwańska                          | Petra Kvitová                                | 6:2, 4:6, 6:3                                |
| 2014     | Singapur                                     | Serena Williams                              | Simona Halep                                 | 6:3, 6:0                                     |
| 2013     | Stambuł                                      | Serena Williams                              | Li Na                                        | 2:6, 6:3, 6:0                                |
| 2012     | Stambuł                                      | Serena Williams                              | Marija Szarapowa                             | 6:4, 6:3                                     |
| 2011     | Stambuł                                      | Petra Kvitová                                | Wiktoryja Azaranka                           | 7:5, 4:6, 6:3                                |
| 2010     | Doha                                         | Kim Clijsters                                | Caroline Wozniacki                           | 6:3, 5:7, 6:3                                |
| 2009     | Doha                                         | Serena Williams                              | Venus Williams                               | 6:2, 7:6(4)                                  |
| 2008     | Doha                                         | Venus Williams                               | Wiera Zwonariowa                             | 6:7(5), 6:0, 6:2                             |
| 2007     | Madryt                                       | Justine Henin                                | Marija Szarapowa                             | 5:7, 7:5, 6:3                                |
| 2006     | Madryt                                       | Justine Henin-Hardenne                       | Amélie Mauresmo                              | 6:4, 6:3                                     |
| 2005     | Los Angeles                                  | Amélie Mauresmo                              | Mary Pierce                                  | 5:7, 7:6, 6:4                                |
| 2004     | Los Angeles                                  | Marija Szarapowa                             | Serena Williams                              | 4:6, 6:2, 6:4                                |
| 2003     | Los Angeles                                  | Kim Clijsters                                | Amélie Mauresmo                              | 6:2, 6:0                                     |
| 2002     | Los Angeles                                  | Kim Clijsters                                | Serena Williams                              | 7:5, 6:3                                     |
| 2001     | Monachium                                    | Serena Williams                              | Lindsay Davenport                            | walkower                                     |
| 2000     | Nowy Jork                                    | Martina Hingis                               | Monica Seles                                 | 6:7, 6:4, 6:4                                |
| 1999     | Nowy Jork                                    | Lindsay Davenport                            | Martina Hingis                               | 6:4, 6:2                                     |
| 1998     | Nowy Jork                                    | Martina Hingis                               | Lindsay Davenport                            | 7:5, 6:4, 4:6, 6:2                           |
| 1997     | Nowy Jork                                    | Jana Novotná                                 | Mary Pierce                                  | 7:6, 6:2, 6:3                                |
| 1996     | Nowy Jork                                    | Steffi Graf                                  | Martina Hingis                               | 6:3, 4:6, 6:0, 4:6, 6:0                      |
| 1995     | Nowy Jork                                    | Steffi Graf                                  | Anke Huber                                   | 6:1. 2:6. 6:1, 4:6, 6:3                      |
| 1994     | Nowy Jork                                    | Gabriela Sabatini                            | Lindsay Davenport                            | 6:3, 6:2, 6:4                                |
| 1993     | Nowy Jork                                    | Steffi Graf                                  | Arantxa Sánchez Vicario                      | 6:1, 6:4, 3:6, 6:1                           |
| 1992     | Nowy Jork                                    | Monica Seles                                 | Martina Navrátilová                          | 7:5, 6:3, 6:1                                |
| 1991     | Nowy Jork                                    | Monica Seles                                 | Martina Navrátilová                          | 6:4, 3:6, 7:5, 6:0                           |
| 1990     | Nowy Jork                                    | Monica Seles                                 | Gabriela Sabatini                            | 6:4, 5:7, 3:6, 6:4, 6:2                      |
| 1989     | Nowy Jork                                    | Steffi Graf                                  | Martina Navrátilová                          | 6:4, 7:5, 2:6, 6:2                           |
| 1988     | Nowy Jork                                    | Gabriela Sabatini                            | Pam Shriver                                  | 7:5, 6:2, 6:2                                |
| 1987     | Nowy Jork                                    | Steffi Graf                                  | Gabriela Sabatini                            | 4:6, 6:4, 6:0, 6:4                           |
| 1986 (2) | Nowy Jork                                    | Martina Navrátilová                          | Steffi Graf                                  | 7:6(6), 6:3, 6:2                             |
| 1986 (1) | Nowy Jork                                    | Martina Navrátilová                          | Hana Mandlíková                              | 6:2, 6:0, 3:6, 6:1                           |
| 1985     | Nowy Jork                                    | Martina Navrátilová                          | Helena Suková                                | 6:3, 7:5, 6:4                                |
| 1984     | Nowy Jork                                    | Martina Navrátilová                          | Chris Evert                                  | 6:3, 7:5, 6:1                                |
| 1983     | Nowy Jork                                    | Martina Navrátilová                          | Chris Evert                                  | 6:2, 6:0                                     |
| 1982     | Nowy Jork                                    | Sylvia Hanika                                | Martina Navrátilová                          | 1:6, 6:3, 6:4                                |
| 1981     | Nowy Jork                                    | Martina Navrátilová                          | Andrea Jaeger                                | 6:3, 7:6                                     |
| 1980     | Nowy Jork                                    | Tracy Austin                                 | Martina Navrátilová                          | 6:2, 2:6, 6:2                                |
| 1979     | Nowy Jork                                    | Martina Navrátilová                          | Tracy Austin                                 | 6:3, 3:6, 6:2                                |
| 1978     | Oakland                                      | Martina Navrátilová                          | Evonne Goolagong                             | 7:6, 6:4                                     |
| 1977     | Nowy Jork                                    | Chris Evert                                  | Sue Barker                                   | 2:6, 6:1, 6:1                                |
| 1976     | Los Angeles                                  | Evonne Goolagong                             | Chris Evert                                  | 6:3, 5:7, 6:3                                |
| 1975     | Los Angeles                                  | Chris Evert                                  | Martina Navrátilová                          | 6:4, 6:2                                     |
| 1974     | Los Angeles                                  | Evonne Goolagong                             | Chris Evert                                  | 6:3, 6:4                                     |
| 1973     | Boca Raton                                   | Chris Evert                                  | Nancy Richey                                 | 6:3, 6:3                                     |
| 1972     | Boca Raton                                   | Chris Evert                                  | Kerry Ann Reid                               | 7:5, 6:4                                     |

### Gra podwójna
| Rok      | Miejsce                                      | Mistrzynie                                         | Wicemistrzynie                                   | Wynik                                        |
| 2023     | Cancún                                       | Laura Siegemund Wiera Zwonariowa                   | Nicole Melichar-Martinez Ellen Perez             | 6:4, 6:4                                     |
| 2022     | Fort Worth                                   | Wieronika Kudiermietowa Elise Mertens              | Barbora Krejčíková Kateřina Siniaková            | 6:2, 4:6, 11–9                               |
| 2021     | Guadalajara                                  | Barbora Krejčíková Kateřina Siniaková              | Hsieh Su-wei Elise Mertens                       | 6:3, 6:4                                     |
| 2020     | Turniej anulowano z powodu pandemii COVID-19 | Turniej anulowano z powodu pandemii COVID-19       | Turniej anulowano z powodu pandemii COVID-19     | Turniej anulowano z powodu pandemii COVID-19 |
| 2019     | Shenzhen                                     | Tímea Babos Kristina Mladenovic                    | Hsieh Su-wei Barbora Strýcová                    | 6:1, 6:3                                     |
| 2018     | Singapur                                     | Tímea Babos Kristina Mladenovic                    | Barbora Krejčíková Kateřina Siniaková            | 6:4, 7:5                                     |
| 2017     | Singapur                                     | Tímea Babos Andrea Hlaváčková                      | Kiki Bertens Johanna Larsson                     | 4:6, 6:4, 10–5                               |
| 2016     | Singapur                                     | Jekatierina Makarowa Jelena Wiesnina               | Bethanie Mattek-Sands Lucie Šafářová             | 7:6(5), 6:3                                  |
| 2015     | Singapur                                     | Martina Hingis Sania Mirza                         | Garbiñe Muguruza Carla Suárez Navarro            | 6:0, 6:3                                     |
| 2014     | Singapur                                     | Cara Black Sania Mirza                             | Hsieh Su-wei Peng Shuai                          | 6:1, 6:0                                     |
| 2013     | Stambuł                                      | Hsieh Su-wei Peng Shuai                            | Jekatierina Makarowa Jelena Wiesnina             | 6:4, 7:5                                     |
| 2012     | Stambuł                                      | Marija Kirilenko Nadieżda Pietrowa                 | Andrea Hlaváčková Lucie Hradecká                 | 6:1, 6:4                                     |
| 2011     | Stambuł                                      | Liezel Huber Lisa Raymond                          | Květa Peschke Katarina Srebotnik                 | 6:4, 6:4                                     |
| 2010     | Doha                                         | Gisela Dulko Flavia Pennetta                       | Květa Peschke Katarina Srebotnik                 | 7:5, 6:4                                     |
| 2009     | Doha                                         | Nuria Llagostera Vives María José Martínez Sánchez | Cara Black Liezel Huber                          | 7:6(0), 5:7, 10–7                            |
| 2008     | Doha                                         | Cara Black Liezel Huber                            | Květa Peschke Rennae Stubbs                      | 6:1, 7:5                                     |
| 2007     | Madryt                                       | Cara Black Liezel Huber                            | Ai Sugiyama Katarina Srebotnik                   | 5:7, 6:3, 10–8                               |
| 2006     | Madryt                                       | Lisa Raymond Samantha Stosur                       | Cara Black Rennae Stubbs                         | 3:6, 6:3, 6:3                                |
| 2005     | Los Angeles                                  | Lisa Raymond Samantha Stosur                       | Cara Black Rennae Stubbs                         | 6:7, 7:5, 6:4                                |
| 2004     | Los Angeles                                  | Nadieżda Pietrowa Meghann Shaughnessy              | Cara Black Rennae Stubbs                         | 7:5, 6:2                                     |
| 2003     | Los Angeles                                  | Virginia Ruano Pascual Paola Suárez                | Kim Clijsters Ai Sugiyama                        | 6:4, 3:6, 6:3                                |
| 2002     | Los Angeles                                  | Jelena Diemientjewa Janette Husárová               | Cara Black Jelena Lichowcewa                     | 4:6, 6:4, 6:3                                |
| 2001     | Monachium                                    | Lisa Raymond Rennae Stubbs                         | Cara Black Jelena Lichowcewa                     | 7:5, 3:6, 6:3                                |
| 2000     | Nowy Jork                                    | Martina Hingis Anna Kurnikowa                      | Nicole Arendt Manon Bollegraf                    | 6:2, 6:3                                     |
| 1999     | Nowy Jork                                    | Martina Hingis Anna Kurnikowa                      | Arantxa Sánchez Vicario Łarysa Sawczenko-Neiland | 6:4, 6:4                                     |
| 1998     | Nowy Jork                                    | Lindsay Davenport Natalla Zwierawa                 | Alexandra Fusai Nathalie Tauziat                 | 6:7, 7:5, 6:3                                |
| 1997     | Nowy Jork                                    | Lindsay Davenport Jana Novotná                     | Alexandra Fusai Nathalie Tauziat                 | 6:7, 6:3, 6:2                                |
| 1996     | Nowy Jork                                    | Lindsay Davenport Mary Joe Fernández               | Jana Novotná Arantxa Sánchez Vicario             | 6:3, 6:2                                     |
| 1995     | Nowy Jork                                    | Jana Novotná Arantxa Sánchez Vicario               | Gigi Fernández Natalla Zwierawa                  | 6:2, 6:1                                     |
| 1994     | Nowy Jork                                    | Gigi Fernández Natalla Zwierawa                    | Jana Novotná Arantxa Sánchez Vicario             | 6:3, 6:7(4), 6:3                             |
| 1993     | Nowy Jork                                    | Gigi Fernández Natalla Zwierawa                    | Jana Novotná Łarysa Neiland                      | 6:3, 7:5                                     |
| 1992     | Nowy Jork                                    | Arantxa Sánchez Vicario Helena Suková              | Jana Novotná Łarysa Neiland                      | 7:6(4), 6:1                                  |
| 1991     | Nowy Jork                                    | Martina Navrátilová Pam Shriver                    | Gigi Fernández Jana Novotná                      | 4:6, 7:5, 6:4                                |
| 1990     | Nowy Jork                                    | Kathy Jordan Elizabeth Smylie                      | Mercedes Paz Arantxa Sánchez Vicario             | 7:6(4), 6:4                                  |
| 1989     | Nowy Jork                                    | Martina Navrátilová Pam Shriver                    | Łarysa Sawczenko Natalla Zwierawa                | 6:3, 6:2                                     |
| 1988     | Nowy Jork                                    | Martina Navrátilová Pam Shriver                    | Łarysa Sawczenko Natalla Zwierawa                | 6:3, 6:4                                     |
| 1987     | Nowy Jork                                    | Martina Navrátilová Pam Shriver                    | Claudia Kohde-Kilsch Helena Suková               | 6:1, 6:1                                     |
| 1986 (2) | Nowy Jork                                    | Martina Navrátilová Pam Shriver                    | Claudia Kohde-Kilsch Helena Suková               | 1:6, 6:1, 6:1                                |
| 1986 (1) | Nowy Jork                                    | Hana Mandlíková Wendy Turnbull                     | Claudia Kohde-Kilsch Helena Suková               | 6:4, 6:7, 6:3                                |
| 1985     | Nowy Jork                                    | Martina Navrátilová Pam Shriver                    | Claudia Kohde-Kilsch Helena Suková               | 6:7, 6:4, 7:6                                |
| 1984     | Nowy Jork                                    | Martina Navrátilová Pam Shriver                    | Jo Durie Ann Kiyomura                            | 6:3, 6:1                                     |
| 1983     | Nowy Jork                                    | Martina Navrátilová Pam Shriver                    | Claudia Kohde-Kilsch Eva Pfaff                   | 7:5, 6:2                                     |
| 1982     | Nowy Jork                                    | Martina Navrátilová Pam Shriver                    | Kathy Jordan Anne Smith                          | 6:4, 6:3                                     |
| 1981     | Nowy Jork                                    | Martina Navrátilová Pam Shriver                    | Barbara Potter Sharon Walsh                      | 6:0, 7:6                                     |
| 1980     | Nowy Jork                                    | Billie Jean King Martina Navrátilová               | Rosie Casals Wendy Turnbull                      | 6:3, 4:6, 6:3                                |
| 1979     | Nowy Jork                                    | Françoise Durr Betty Stöve                         | Sue Barker Ann Kiyomura                          | 7:6, 7:6                                     |
| 1978     | Oakland                                      | Nie rozgrywano turnieju gry podwójnej              | Nie rozgrywano turnieju gry podwójnej            | Nie rozgrywano turnieju gry podwójnej        |
| 1977     | Nowy Jork                                    | Nie rozgrywano turnieju gry podwójnej              | Nie rozgrywano turnieju gry podwójnej            | Nie rozgrywano turnieju gry podwójnej        |
| 1976     | Los Angeles                                  | Nie rozgrywano turnieju gry podwójnej              | Nie rozgrywano turnieju gry podwójnej            | Nie rozgrywano turnieju gry podwójnej        |
| 1975     | Los Angeles                                  | Nie rozgrywano turnieju gry podwójnej              | Nie rozgrywano turnieju gry podwójnej            | Nie rozgrywano turnieju gry podwójnej        |
| 1974     | Los Angeles                                  | Rosie Casals Billie Jean King                      | Françoise Durr Betty Stöve                       | 6:1, 6:7(2), 7:5                             |
| 1973     | Boca Raton                                   | Rosie Casals Margaret Court                        | Françoise Durr Betty Stöve                       | 6:2, 6:4                                     |
| 1972     | Boca Raton                                   | Nie rozgrywano turnieju gry podwójnej              | Nie rozgrywano turnieju gry podwójnej            | Nie rozgrywano turnieju gry podwójnej        |